# Ahmed Midhat Efendi
Ahmed Midhat Efendi (n. 1844 - d. 28 decembrie 1922) a fost un ilustru scriitor de origine turcă din perioada Tanzimatului, în operele sale oglindindu-se dorința de modernizare a societății turce.

## Date biografice
Ahmed Midhat Efendi s-a născut în 1884 la Istanbul. Tatăl său a murit când acesta avea doar șase ani. În anul 1854 este trimis la fratele său care locuia în orașul Vidin. Acolo și-a început educația. Se întoarce în Istanbul în anul 1857. Și-a inițiat ucenicia lângă un vânzător de ierburi medicinale. Un artizan din piață îl învață să scrie și să citească, pentru ca mai târziu să învețe franceza de la un străin din Galata. Va intra în grațiile lui Mithad Pașa, care îi va da numele său  tânărului Ahmed. Se căsătorește în Sofia, unde s-a dus pentru a lucra ca translator. Se întoarce în Turcia și rămâne în istorie ca unul dintre cei mai prolifici scriitori ai Tanzimatului. Moare pe data de 28 decembrie 1912 la Istanbul.

## Ahmed Midhat Efendi– exponent alTanzimatului
Tanzimatul  reprezintă perioada în care își vor face apariția oameni ai artei care vor încerca, împrumutând formele literare consacrate în Occident– romanul, teatrul, eseul filozofic și jurnalismul- să facă posibilă pătrunderea modernismului în granițele imperiului otoman și, totodată, aceștia caută să critice sistemul politic de la acea vreme și să culturalizeze cititorii.

## Operă
- Vai!  „Eyvah”
- Capete descoperite „Açık baș”
- Revanșa sau vechea civilizație a Europei „Ahz-i șar veya Avrupanın eski medenizeti ”
- Dansatoarea sau Darviș Celebi
- Cengi zahut Darviș Celebi
- Necunoscuta „Ziba”
- Inima „Gönül”
- Sentința inimii „Hukm-i dil”
- Chestiuni complicate „Mesail-i Muglaka”
- Istorii anecdotice Lataif-i rivazat
- Hasan marinarul „Hasan Mellah”
- Sclavajul „Esaret”
- Despărțirea „Firgat”
- A doua viață „Dunyaya Ikingi geleș”
- Filozofia femeilor  „Felsefe-i zenan”
- Fata cu diplomă „Diplomalı kız”
- Numai 17  „Henüz onzedi yașında”
- Carnaval
- Felatun-bey
- Rakim efendi
- Vai-Vai
- Contemplare „Müșahedat”
- Voltaire la 20 de ani „Voltaire yirmi yașında”
- Hüseyin săteanul „Hüseyin Fellah”

## Contribuții literare
Operele lui Ahmed Midhat Efendi se vor diferenția de lucrările altor scriitori ai acestei perioade a Tanzimatului, lucrări încărcate cu elemente arabo-persane și bombastice, asemenea operelor realizate de scriitorii de Curte. Ahmed Midhat este unul dintre reprezentanții cei mai de seamă ai genului dramatic din perioada Tanzimatului. La fel ca ceilalți contemporani de-ai săi Ahmed Midhat încearcă prin intermediul operelor sale să instruiască cititorii.
În 1872 teatrul din Istanbul va pune în scenă piesa Vai!  „Eyvah” a scriitorului în discuție, în care este criticată poligamia, deși la acea vreme era o practică des întâlnită în rândul musulmanilor. La rândul lor musulmanii fanatici s-au simțit indignați și au reacționat imediat. Autorul nu s-a lăsat intimidat și în cursul aceluiași an va scrie o altă piesă de teatru, numită Capete descoperite „Açık baș”, în care îi condamnă pe cei care se folosesc de religie pentru satisfacerea propriului interes.
Piesa Revanșa sau vechea civilizație a Europei „Ahz-i șar veya Avrupanın eski medenizeti ” apărută în anul 1875 este cea care îl va propulsa în rândurile celor mai progresiști autori ai vremii prin tema socială atinsă; și anume drepturile omului și lupta de clasă în Europa.
Ahmed Midhat a scris câteva creații care prin tehnica cu care au fost scrise se apropie de operetă. Cele mai cunoscute sunt: Dansatoarea sau Darviș Celebi „Cengi zahut Darviș Celebi” (1884) și Necunoscuta „Ziba”. În anul 1885 nuvela Inima „Gönül” va fi adaptată pentru teatru cu un alt titlu, Sentința inimii „Hukm-i dil.”
Spre deosebire de ceilalți exponenți din prima și a doua generație de scriitori ai Tanzimatului, pentru Ahmed Midhat componenta socială are o mare pondere în creația dramatică. 
Creația originală în domeniul prozei se concretizează în cazul lui Ahmed Midhat prin îmbinarea genului narativ occidental cu cel oriental, modernizând povestirea populară, care aspira să ajungă la romanul modern și la nuvelă. Totodată a creat cercuri de cititori pentru a-i bucura și a-i face să înțeleagă acest gen literar. În întreaga sa carieră autorul a scris patru zeci și una de romane, numeroase nuvele apărute în două zeci și cinci de volume în seria Istorii anecdotice Lataif-i rivazat (1870-1895), iar temele sale predilecte sunt: criticarea datinilor învechite și a eresurilor, convingerea cititorilor de avantajele recunoașterii culturii europene și înțelegerea civilizației moderne.
În prefața romanului Chestiuni complicate „Mesail-i Muglaka” (1989) scrie că cititul este o distracție educativă, urmărind astfel instruirea societății turce. În acest sens autorul amplasează acțiunea din operele sale nu numai în orașe musulmane, ci și în țări europene. Pentru a-l obișnui pe cititorul turc cu o asemenea lectură, acesta oprește șirul evenimentelor pentru a adresa întrebări despre personaje sau acțiunea operei povestite, totul având un scop didactic.
Psihologia umană și problemele sociale joacă, de asemenea, un rol însemnat în creațiile autorului. În prefața romanului de aventuri Hasan marinarul „Hasan Mellah” (1874) autorul, care apelează ca teme principale la morală și dreptatea socială, recunoaște că pe parcursul romanului va explora profunzimea sufletului uman. În nuvelele Sclavajul „Esaret” (1870), Despărțirea „Firgat” (1870) și romanele Hasan marinarul „Hasan Mellah” și A doua viață „Dunyaya Ikingi geleș” (1874) se arată împotriva sclaviei, care deși fusese abolită în secolul al XIX-lea, era încă existentă, militând totodată împotriva acestui obicei.
Nuvelele Filozofia femeilor  „Felsefe-i zenan” (1870) și Fata cu diplomă „Diplomalı kız” (1890) includ o altă temă care l-a preocupat pe Ahmed Midhat: inegalitatea socială dintre bărbat și femeie, arătându-l ca pe un adept al egalității dintre bărbat și femeie pe toate planurile.
În romanul  Numai 17  „Henüz onzedi yașında” Ahmed Midhat creionează traiectoria unei fete de șaptesprezece ani ajunsă din pricina paupertății într-o casă de toleranță, dar care va reuși să-și depășească condiția și să aibă o viață normală. Scriitorul blamează atitudinea celor care văd aceste femei pierdute pentru societate.
În romanele Carnaval, Felatun-bey, Rakim efendi (1875) și Vai-Vai (1882) prevalează tema occidentalizării vieții sociale în Turcia, iar autorul oferă drept exemplu pentru pseudo-intelectualii, care imitau forme culturale europene fără a înțelege cu adevărat fondul și cultura acestei civilizații, pe adevărații intelectuali. Pseudo-intelectualii erau întruchipați de personaje înstărite, în timp ce intelectualii proveneau din medii umile.
De-a lungul întregii sale cariere literare Ahmed Midhat a cochetat cu mai multe tipuri de romane, cum ar fi: naturalist- Contemplare „Müșahedat” (1884), biografic- Voltaire la 20 de ani „Voltaire yirmi yașında” (1884), fie urmând modelul lui Jules Verne și elaborând romanul de anticipație intitulat Curiozitățile universului Acaib-i âlem (1882). Cele mai reușite rămân însă romanele de aventuri: Hasan marinarul, Hüseyin săteanul „Hüseyin Fellah” (1875) etc. Demne de remarcat sunt și traducerile din literaturile străine, scriitorul transpunând lucrări importante ale unor autori precum: Alexandre Dumas fiul, Hector Malot, Emile Gaborian, Paul de Kock, Emile Richenbourg, Octav Feuillet.